# Laminaribiose
Le laminaribiose  est un diholoside constitué de deux unités de glucose reliées par une liaison osidique β(1→3).
Le laminaribiose a été isolé à partir des aiguilles de pin, des graines de Cycas revoluta, d'algues (Laminariaceae) et autre plantes.